# Krzysztof Pawlak
Krzysztof Pawlak est un footballeur polonais né le 12 février 1958 à Trzebiechów.

## Carrière joueur
- 1982-1988 :  Lech Poznań
- 1988-1990 :  Trelleborgs FF
- 1987-1988 :  KSC Lokeren
- 1993-1994 :  Warta Poznań

## Carrière entraineur
- mars 1994-1994 :  Sokol Pniewy
- jan. 1995-1995 :  Warta Poznań
- 1995-1996 :  GKS Belchatow
- juin 1997 :  Pologne
- 1997-mars 1998 :  Lech Poznań
- 1998-1999 :  GKS Belchatow
- 1999-déc. 1999 :  Aluminium Konin
- 2000-2002 :  Polonia Sroda Wlkp.
- oct. 2003-2004 :  Podbeskidzie Bielsko-Biała
- 2004-nov. 2005 :  Promien Zary
- avr. 2006-2006 :  Kania Gostyn
- avr. 2009-août 2009 :  Arka Nowa Sol
- jan. 2010-2010 :  Arka Nowa Sol
- 2010-2011 :  Stilon Gorzow
- 2011-2012 :  Flota Świnoujście
- depuis avr. 2013 :  Warta Poznań

## Palmarès
- 31 sélections et 1 but avec l'équipe de Pologne entre 1983 et 1987.